# ブホルミン
ブホルミン(英: buformin)とはビグアニド系の抗糖尿病薬。ブホルミンは化学的にメトホルミンとフェンホルミンと関係がある。
ブホルミンは乳酸アシドーシスの危険性が高いためほとんどの国で市場から撤退しているが、ルーマニアやスペインなどでは使用されている。ブホルミンはドイツの製薬会社であるグリュネンタールからSilubin retard(100mg/錠)として販売されている。日本では、後発薬として日医工から「ジベトス錠50mg」、寿製薬から「ブホルミン塩酸塩腸溶錠50mg「KO」」が発売されている。